# القحاطن (فرع العدين)

تعديل مصدري - تعديل

القحاطن محلة تابعة لقرية القحاطن، التابعة لعزلة الاهمول بمديرية فرع العدين إحدى مديريات محافظة إب في الجمهورية اليمنية، بلغ تعداد سكانها 307 حسب تعداد اليمن لعام 2004.